# امبيراتور توروسيس (فطر)
امبيراتور توروسيس هو نوع من الفطر (فطر البوليت) من عائلة بوليتاسيا. اصله من جنوب أوروبا شرق القوقاز وفلسطين. على الرغم من ندرته في أوروبا الا انه يمكن ايجاده بلغاريا. يظهر في فصل الصيف والخريف على السطوح الصخرية.

## وصف

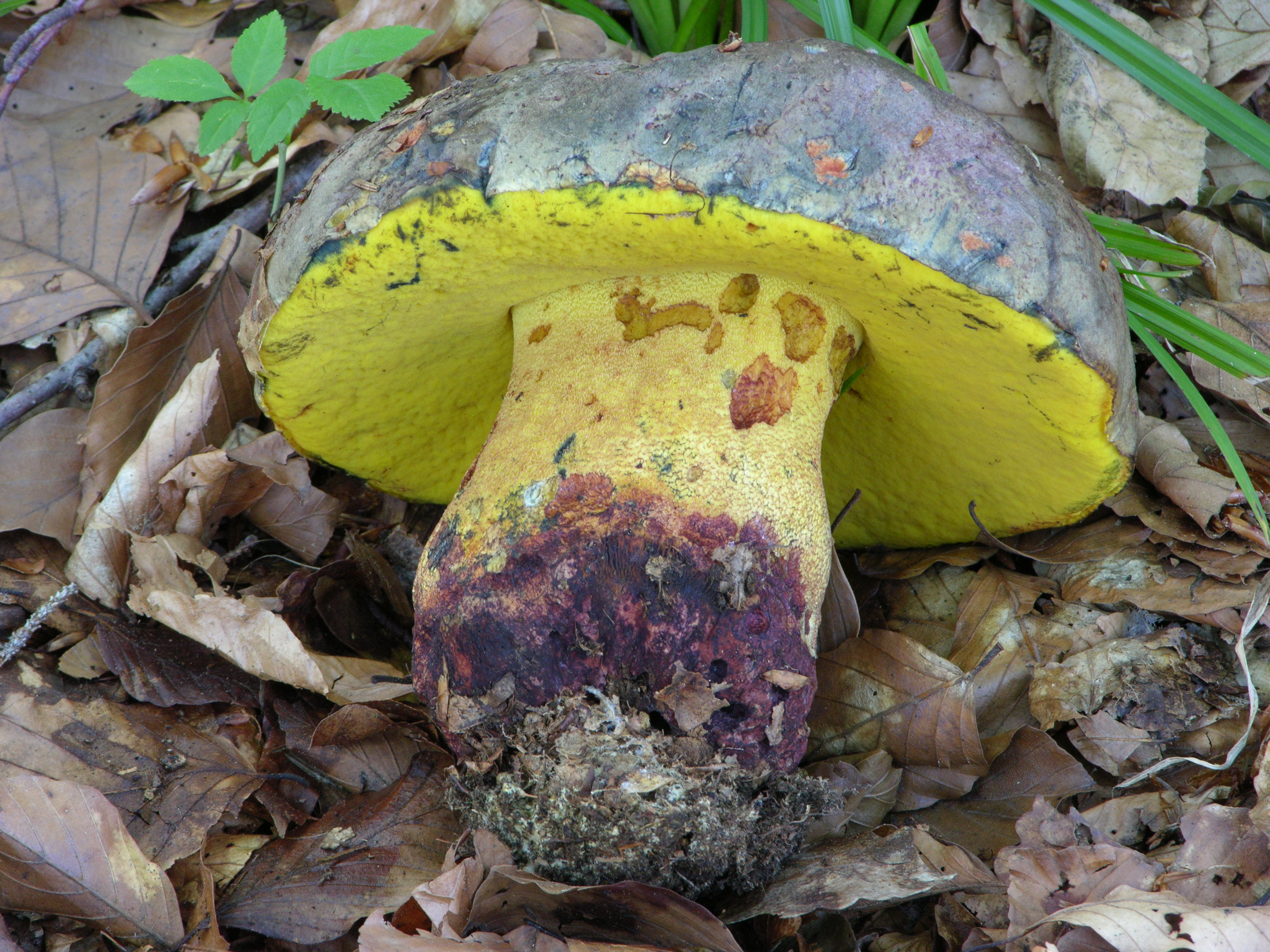

جسد هذا الفطر يتميز بغطاء قطره يصل إلى 20 سم (8 انش) و مسام صفراء على الجانب السفلي للغطاء، وساق احمر أو بني أواسود يصل طوله إلى 6-15 سم (2,4-5,9 انش) في الطول و 3 -6 سم (1,2-2,4 في) في العرض. يتغير جسد الفطر الأصفر الباهت إلى ألوان مختلفة عندما يكسر حسب العمر؛ الفطر الشابة تصبح محمرة، اما المسنة فتاخد لونا مزرقا.